# アザラフシュ
アザラフシュ
آذرخش
Vahdati空軍基地に展示されたアザラフシュ (2010年)
- 用途：戦闘機
- 製造者：イラン航空機製造工業 (HESA)
- 運用者：イラン空軍
- 初飛行：1997年
- 生産数：30機
- 運用開始：2004年

アザラフシュ（波: آذرخش, Âzarakhš、英: azarakhsh）とはイラン・イスラム共和国が開発した戦闘機である。「アザラクシュ」とも呼ばれる。イランのIRIBは「アーザラフシュ」と表記している。
“アザラフシュ”とはペルシア語で「稲妻」の意。

## 概要
アザラフシュは、イラン・イスラム共和国が開発した戦闘機で、初飛行は1997年、量産開始は2004年とされ、2009年現在までに30機を生産したとされる。
一部の動画サイトでは、2007年にマフムード・アフマディーネジャード大統領が、イラン空軍の基地を訪問したときの映像により、JT-2タザルベや、サーエゲと共にエプロンに多数が並べられている様子を見ることができる。イランの発表したものに依らないメディアを通じては、1997年に1機、2007年9月20日と2008年4月17日に単座型2機、複座型1機が確認されている。
外見は、初公表機を除いてF-5Eに酷似しており、一見しただけではF-5Eとの差異は判然としない。塗装は、1997年の公表からディープグリーンに稲妻をイメージした黄色いライン、垂直尾翼に黄色で「azarakhsh」と紋章を施している。
2018年8月21日には同じくF-5Fに酷似した複座型戦闘機コウサルがイラン初の国産戦闘機として公開され、ハサン・ロウハーニー大統領が搭乗する様子などが報じられたが、コウサルとアザラフシュとの関連性は不明である。